# Качек (Вармінсько-Мазурське воєводство)
Качек (пол. Kaczek, нім. Entenmühle) — село в Польщі, у гміні Нове-Място-Любавське Новомейського повіту Вармінсько-Мазурського воєводства.
Населення — 105 осіб (2011).
У 1975-1998 роках село належало до Торунського воєводства.

## Демографія
Демографічна структура станом на 31 березня 2011 року:
|          | Загалом | Допрацездатний вік | Працездатний вік | Постпрацездатний вік |
| -------- | ------- | ------------------ | ---------------- | -------------------- |
| Чоловіки | 48      | 13                 | 31               | 4                    |
| Жінки    | 57      | 16                 | 29               | 12                   |
| Разом    | 105     | 29                 | 60               | 16                   |